# اگم، است فلاندرز
اگم (به لاتین: Egem) یک منطقهٔ مسکونی در بلژیک است که در بامبروگ واقع شده‌است.